# Motoga (województwo lubelskie)
Motoga – wieś w Polsce położona w województwie lubelskim, w powiecie puławskim, w gminie Baranów.
W latach 1975–1998 miejscowość należała administracyjnie do ówczesnego województwa lubelskiego.
Motoga wchodzi w skład sołectwa Pogonów gminy Baranów. Według Narodowego Spisu Powszechnego z roku 2011 wieś liczyła 38 mieszkańców.